# 로돌프 오스틴
로돌프 윌리엄 오스틴(Rodolph William Austin, 1985년 6월 1일 ~ )는 자메이카의 축구 선수로 현재 포트모어 유나이티드에서 중앙 미드필더로 활약 중이며 2015년 CONCACAF 골드컵 준우승 멤버이기도 하다.

## 선수 경력

### 클럽
2005년 자국 리그의 포트모어 유나이티드 입단을 통해 프로에 입문한 후 리그 2회 우승(2005, 2008), 2005년 카리브 클럽 챔피언십 우승, JFF 챔피언스컵 2회 우승(2005, 2007) 등의 성과를 남겼고 이후 노르웨이 엘리테세리엔의 SK 브란으로 이적하여 2012년까지 106경기 17골로 2011 시즌 리그 4위, 2011년 노르웨이컵 준우승에 일조하며 노르웨이의 일간 타블로이드지인 베르덴스 강이 선정한 2011 노르웨이 엘리테세리엔 올해의 선수상에 이름을 올렸다.
2012 시즌 종료 후 잉글랜드 2부 리그의 리즈 유나이티드와 입단 계약을 체결했고 입단 후 2014-15 시즌까지 112경기 10골을 기록하며 2012-13 EFL컵 8강 진출에 이바지했으며 2015-16 시즌 개막을 앞두고 덴마크 수페르리가의 브뢴뷔 IF로 이적하여 2015-16 시즌 리그 4위, 2015-16년 덴마크컵 4강, 2016-17 시즌 리그 준우승 등에 기여했다.
이후 덴마크 2부 리그의 에스비에르 fB로 이적하며 2017-18 2부 리그 준우승 및 차기 시즌 1부 리그 승격, 2019-20년 UEFA 유로파리그 2라운드 진출, 2020-21 2부 리그 3위에 기여한 뒤 에스비에르와 결별했다.

### 국가대표팀
2004년 자메이카 A대표팀에 첫 발탁된 이후 카리브컵 3회 우승(2008, 2010, 2014), 2015년 CONCACAF 골드컵 준우승 등의 성과를 거두었고 이듬해에 열린 2016년 코파 아메리카 센테나리오를 끝으로 국제 A매치 통산 84경기 7골을 기록한 뒤 국가대표팀 유니폼을 반납했다.

## 수상

### 클럽
포트모어 유나이티드
- 자메이카 프리미어리그 : 우승 (2005, 2008)
- 카리브 클럽 챔피언십 : 우승 (2005)
- JFF 챔피언스컵 :  우승 (2005, 2007)

 SK 브란
- 엘리테세리엔 : 4위 (2011)
- 노르웨이컵 : 준우승 (2011)

 에스비에르 fB
- 덴마크 2부 리그 : 준우승 (2017-18), 3위 (2020-21)

### 국가대표팀
자메이카
- 카리브컵 : 우승 (2008, 2010, 2014)
- CONCACAF 골드컵 : 준우승 (2015)

### 개인
- 베르덴스 강 선정 엘리테세리엔 올해의 선수 : 2011